# Avlónas (Messénie)
Pour l’article homonyme, voir Avlónas (Attique).
Avlónas, en grec moderne : Αυλώνας, est un village et un ancien dème du district régional de Messénie, en Grèce. Depuis 2010, il est fusionné au sein du dème de Triphylie.
Selon le recensement de 2011, la population du dème compte 1 922 habitants tandis que celle du village s'élève à 125 habitants.